# Lyman (by)
Lyman (ukrainsk: Лиман, ukrainsk udtale: [ɫɪˈmɑn]), kendt som Krasnyi Lyman (ukrainsk: Красний Лиман, Røde Lyman) fra 1925 til 2016, er en by i Donetsk-regionen i Ukraine, der i øjeblikket er under kontrol af ￼￼Ukraine.￼￼
Administrativt er den en By af regional betydning. Indtil 2016 fungerede den også som administrativt centrum for Lyman Rajon, selv om den ikke var en del af rajonen. Den fungerer stadig som centrum for Lyman hromada. 
Byen har en befolkning på omkring 20.469 (2021), 28.172 i 2001.

## Geografi
Byen ligger i Donbass, syv kilometer nord for bredden af floden Donets, 25 kilometer nordøst for den nærmeste større by Slavjansk og 135 km nord for oblastcentret Donetsk.

## Demografiske oplysninger
Ved den  ukrainske folketælling 2001 fordelte befolkningen sig således 
- Ukrainere: 84,4%
- Russere: 13,8%
- Hviderussere: 0,6%